# Trygve Bratteli
 Der er for få eller ingen kildehenvisninger i denne artikel, hvilket er et problem. Du kan hjælpe ved at angive troværdige kilder til de påstande, som fremføres i artiklen.

Trygve Martin Bratteli (11. januar 1910 – 20. november 1984) var en norsk politiker fra Det norske Arbeiderparti og statsminister i to perioder i 1970'erne.
Bratteli stammede fra små kår, og han arbejdede efter endt skolegang i flere forskellige brancher i løbet af 1920'erne. Han blev vækket politisk og fik sit første tillidshverv allerede, inden han fyldte tyve år. I midten af 1930'erne skrev han som redaktør af en arbejderavis, og han opnåede nye tillidsposter.
Den tyske besættelse af Norge gjorde Bratteli til modstandsmand under anden verdenskrig, og han blev arresteret af tyskerne i 1942. Han blev holdt som Nacht und Nebel-fange i koncentrationslejre, blandt andet Sachsenhausen. I foråret 1945 var han en af de fanger, der blev evakueret af de hvide busser, og da vejede han blot 47 kg.
Efter krigen blev han formand for Forsvarskommissionen, der blev oprettet i 1946. I maj 1950 blev han for første gang valgt ind i Stortinget, hvor han sad til 1981. Han blev allerede i 1951 finansminister, og denne post beholdt han – med en pause på et par år undervejs – frem til 1960, hvorefter han var trafikminister til 1964.
Herefter fungerede han som Arbeiderpartiets gruppeformand fra frem til 1981, kun afbrudt af de to perioder, hvor han var statsminister. Det blev han første gang i 1971, hvor han dog måtte trække sig efter det norske nej til EF i 1972. Han fik igen posten i perioden 1973-76.
Trygve Bratteli skrev en række bøger, hvoraf den mest kendte beskriver hans oplevelser under krigen: "Fange i nat og tåge" (1980, dansk 1981).
Venner av Israel i Norsk Arbeiderbevegelse (VINA) har plantet en skov til hans minde i Yatir, Israel.

## Famile
Han var gift med Randi Bratteli, "journalist og forfatter, datter av Olav Larssen".